# Старобельский округ
Старобельский округ (укр. Старобільська округа) — административно-территориальная единица УССР и СССР в 1923—1930 и 1933—1938 годах. Административный центр — город Старобельск.

## История

### 1923—1930 годы
Старобельский округ был образован на землях, переданных из Харьковской во вновь образованную Донецкую губернию в 1920 году, в составе Донецкой губернии — в 1923 году, когда по всей УССР вводилось окружное деление.
В 1925 году губернское деление было упразднено, и округ перешёл в прямое республиканское подчинение.
В июне 1925 года все губернии УССР были упразднены и округ перешёл в прямое республиканское подчинение Украинской ССР (со столицей в Харькове).
Согласно постановлению ВУЦИК от 3 июня 1925 года на основе решения 9-го Всеукраинского съезда Советов было ведено новое территориальное деление на всей территории УССР по принципу трёхстепенной системы управления (без губерний): округ-район-сельсовет.
По данным на 1 января 1926 года, округ делился на 11 районов:
- Александровский район (Луганская область),[2]
- Беловодский район,[2]
- Белокуракинский район,[2]
- Белолуцкий район,[2]
- Марковский район,[2]
- Мостовский район (Луганская область),[2]
- Ново-Айдарский район,[2]
- Ново-Астраханский район,[2]
- Осиновский район,[2]
- Старобельский район,[2]
- Стрельцовский район.[2]

Всего на 1 января 1926 года в УССР были: 41 округ и МАССР, 636 районов, 9 307 сельсоветов, 78 городов, 39 310 селений, в которых было 4 828 200 дворов.
Летом 1930 года Старобельский округ был присоединен к Луганскому округу и прекратил существование.

### 1933—1938 годы
Вновь Старобельский округ был образован 17 ноября 1933 года в составе Донецкой области и представлял собой аграрную часть промышленного Донбасса. В связи с разделением Донецкой области на Сталинскую и Ворошиловградскую 3 июня 1938 года, округ был упразднён.